# Борек (гміна Ґодзеше-Вельке)
Борек (пол. Borek) — село в Польщі, у гміні Ґодзеші-Великі Каліського повіту Великопольського воєводства.
Населення — 641 особа (2011).
У 1975-1998 роках село належало до Каліського воєводства.

## Демографія
Демографічна структура станом на 31 березня 2011 року:
|          | Загалом | Допрацездатний вік | Працездатний вік | Постпрацездатний вік |
| -------- | ------- | ------------------ | ---------------- | -------------------- |
| Чоловіки | 325     | 77                 | 222              | 26                   |
| Жінки    | 316     | 61                 | 203              | 52                   |
| Разом    | 641     | 138                | 425              | 78                   |